# Guilford (Vermont)
Guilford es un pueblo ubicado en el condado de Windham en el estado estadounidense de Vermont. En el año 2010 tenía una población de 679 habitantes y una densidad poblacional de 6.5 personas por km².

## Geografía
Guilford se encuentra ubicado en las coordenadas 42°45′59″N 72°37′35″O / 42.76639, -72.62639.

## Demografía
Según la Oficina del Censo en 2000 los ingresos medios por hogar en la localidad eran de $45,982 y los ingresos medios por familia eran $52,431. Los hombres tenían unos ingresos medios de $34,125 frente a los $24,605 para las mujeres. La renta per cápita para la localidad era de $21,028. Alrededor del 6.8% de la población estaban por debajo del umbral de pobreza.